# Loup noir (animal)
Pour les articles homonymes, voir Loup noir.

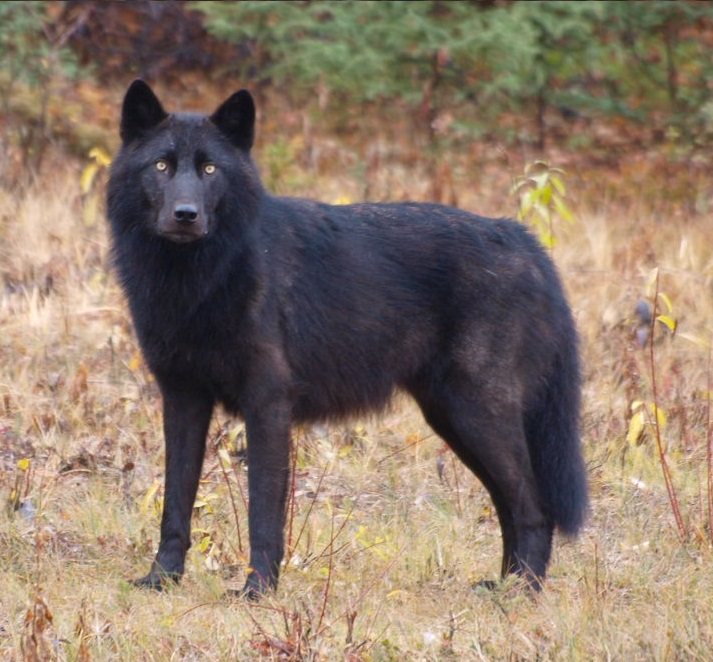
Un Loup de Colombie (C. l. columbianus) mélanique.

Le loup noir est un Loup gris (Canis lupus) atteint de mélanisme, qui est une mutation génétique lui conférant une robe globalement noire. Ce phénotype serait issu d'une hybridation du loup avec le Chien domestique (C. l. familiaris), où ce dernier aurait transmis un gène via introgression.